# شونتا ناکامورا
شونتا ناکامورا (انگلیسی: Shunta Nakamura؛ زادهٔ ۱۰ مهٔ ۱۹۹۹) بازیکن فوتبال اهل ژاپن است.